# Le Roy (Nueva York)
Le Roy es un pueblo ubicado en el condado de Genesee en el estado estadounidense de Nueva York. En el año 2000 tenía una población de 7.790 habitantes y una densidad poblacional de 71.3 personas por km².

## Demografía
Según la Oficina del Censo en 2000 los ingresos medios por hogar en la localidad eran de $39,690, y los ingresos medios por familia eran $49,189. Los hombres tenían unos ingresos medios de $36,810 frente a los $23,024 para las mujeres. La renta per cápita para la localidad era de $19,342. Alrededor del 5.6% de la población estaban por debajo del umbral de pobreza.